# Temeno (figlio di Aristomaco)
Temeno (in greco antico: Τήμενος?, Tḗmenos), è un personaggio della mitologia greca. Fu il primo re di Argo della dinastia degli Eraclidi.

## Genealogia
Figlio di Aristomaco, fu padre della femmina Irneto e dei maschi Archelao, Euripilo, Ciso, Agrao, Falche e Cerine.

## Mitologia
Pronipote di Eracle, partecipò e vinse (assieme ai fratelli Aristodemo e Cresfonte) nel quinto ed ultimo attacco degli Eraclidi contro Micene per la conquista del Peloponneso.

### La guerra al fianco dei suoi fratelli
In precedenza, e con i suoi fratelli, si era lamentato con l'oracolo per l'insattezza delle istruzioni date ad Illo (l'oracolo gli aveva suggerito di attaccare attraverso lo "stretto passaggio" quando il "terzo frutto" era maturo ma questo suggerimento si rivelò fatale) e dall'oracolo ricevettero la risposta che il "terzo frutto" corrispondeva alla "terza generazione" e che lo "stretto passaggio" non era l'istmo di Corinto bensì lo stretto di Patrasso. 

Dopo aver costruito una flotta a Lepanto ed appena prima di salpare, suo fratello Aristodemo fu colpito da un fulmine (od ucciso da Apollo) e l'intera flotta distrutta, perché uno di loro (Ippote, figlio di Filante) aveva ucciso l'indovino Carno e l'oracolo, nuovamente consultato da Temeno, gli ordinò di offrire un sacrificio espiatorio e di bandire l'assassino per dieci anni. 

In seguito Temeno cercò un uomo con tre occhi che facesse da guida e facendo ritorno a Lepanto s'imbatté in Ossilo, un etoliano, che cavalcava un cavallo che aveva perso un occhio (o un mulo) e lo prese con sé, poi riarmarono la flotta e presero il mare verso il Peloponneso.

### Vittoria e suddivisione
Una delle battaglie decisive fu combattuta contro Tisameno (il sovrano principale della penisola) e dopo la vittoria gli Eraclidi divennero i padroni del Peloponneso suddividendosi le terre a sorte. 

A Temeno spettò la città di Argo, Sparta (che in quei tempi si chiamava Lacedomone) spettò ad Euristene e Procle (figli gemelli del fratello Aristodemo), Messene spettò a Cresfonte (l'altro dei suoi fratelli) ed infine ad Ossilo fu data Elis.

### Morte e successione
Divenuto re di Argo, concesse i suoi affetti alla figlia Irneto ed al genero Deifonte e fu assassinato dai suoi figli. 

Dopo la sua morte l'esercito dichiarò Deifonte (il comandante dell'esercito) come suo legittimo successore.

## Tra leggenda e realtà
La conquista del Peloponneso da parte dei dorici, comunemente noto come "Ritorno degli Eraclidi", è una rappresentazione del potere ritrovato dai discendenti di Eracle, il loro antenato ed eroe greco. Questa mitica invasione sarebbe una versione leggendaria dell'invasione congiunta di Dori ed Etoli, in fuga dai Tessali, i loro ex oppressori nel nord.
Per riassumere, di queste vicende Omero ed Esiodo ne parlano molto poco mentre Erodoto indica che alcuni poeti hanno sì celebrato queste imprese, ma anche che le storie a loro riguardanti erano limitate se confrontate a quelle della morte di Eracle.
Molto probabilmente quindi questa leggenda è stata glorificata dai tragediografi greci, a loro volta ispirati alle leggende locali.

## Collegamenti con il Regno di Macedonia
Temeno è considerato un antenato dei re del Regno di Macedonia, attraverso i suoi discendenti Gauane, Etropo e Perdicca I di Macedonia, che sarebbero emigrati da Argo verso quella regione. Perdicca, il più giovane, sarebbe diventato re di Macedonia ed era un antenato di Alessandro Magno.